# Стейн Гейзегемс
Стейн Гейзегемс (нід. Stein Huysegems, нар. 16 червня 1982, Герселт) — бельгійський футболіст, нападник клубу «Дессел». Виступав, зокрема, за клуби «Лірс» та «Твенте», а також національну збірну Бельгії.

## Клубна кар'єра
У дорослому футболі дебютував 1998 року виступами за команду клубу «Лірс», в якій провів п'ять сезонів, взявши участь у 117 матчах чемпіонату. Більшість часу, проведеного у складі «Лірса», був основним гравцем атакувальної ланки команди.
Своєю грою за цю команду привернув увагу представників тренерського штабу клубу АЗ, до складу якого приєднався 2003 року. Відіграв за команду з Алкмара наступні три сезони своєї ігрової кар'єри. Граючи у складі «АЗ» також здебільшого виходив на поле в основному складі команди.
2006 року уклав контракт з клубом «Феєнорд», у складі якого провів наступний рік своєї кар'єри гравця. Тренерським штабом нового клубу також розглядався як гравець «основи».
З 2007 року два сезони захищав кольори команди клубу «Твенте».
Згодом з 2009 по 2014 рік грав у складі команд клубів «Генк», «Рода», «Лірс» та «Веллінгтон Фенікс».
До складу клубу «Дессел» приєднався 2014 року.

## Виступи за збірну
2004 року дебютував в офіційних матчах у складі національної збірної Бельгії. Наразі провів у формі головної команди країни 16 матчів.

## Досягнення
- Чемпіон Бельгії (1):

«Генк»: 2010-2011
- Володар Кубка Бельгії (2):

«Лірс»: 1998-1999
«Генк»: 2008-2009
- Володар Суперкубка Бельгії (1):

«Лірс»: 1999